# 北潔
北 潔（きた きよし、Kiyoshi KITA、1951年 - ）は、日本の薬剤師・薬学者。東京大学 名誉教授。学位は薬学博士（東京大学・1980年）。長崎大学大学院 熱帯医学 グローバルヘルス研究科 教授（研究科長）、長崎大学感染症研究出島特区 副特区長（兼任）。

## 略歴
- 1974年 - 東京大学薬学部 卒業
- 1980年 - 東京大学大学院薬学系研究科 博士課程修了（薬学博士修得）。東京大学理学部 助手
- 1983年 - 順天堂大学医学部 助手（のちに講師）
  - 1984年 - 国際協力事業団長期派遣専門家としてパラグアイに滞在（1年間）[3]
- 1991年 - 東京大学医科学研究所 助教授
- 1998年 - 東京大学大学院医学系研究科 国際保健学専攻 国際生物医科学講座 生物医化学 教授
- 2008年 - 東京大学医学部 健康総合科学科 学科長
- 2011年 - 東京大学大学院医学系研究科 副研究科長・副医学部長
- 2015年 - 現在、東京大学 名誉教授、長崎大学大学院 熱帯医学 グローバルヘルス研究科 教授・研究科長
- 2022年 - 現在、長崎大学感染症研究出島特区 副特区長（兼任）

## 業績
卒業研究で大腸菌のcytochrome b1の精製に取り組んで以来、呼吸鎖酵素の生化学を追究している。博士論文は大腸菌の呼吸鎖が周囲の酸素の多寡に応じて構成を変えることを示したもので、その後の研究はこれを真核生物のミトコンドリア呼吸鎖に展開したものである。
細菌、寄生虫、ヒトのがん細胞までにいたる多様な生物について、呼吸鎖電子伝達系の低酸素適応機構を解明し、その薬剤標的としての意義を明確に示した。

## 受賞
- 小泉賞（日本寄生虫学会、2002年）[6]
- 日本熱帯医学会賞（2012年）[7]
- 産学官連携功労者厚生労働大臣賞（2013年、秋山泰、アステラス製薬との共同受賞）
- 日本学士院エジンバラ公賞（2020年）[5]
- 瑞宝中綬章（2025年）[8][9]

## 著書
- 山内一也、北潔『〈眠り病〉は眠らない』岩波書店〈岩波科学ライブラリー〉、2008年。ISBN 978-4-00-007480-3。